# Lauricocha (See)
Der See Laguna Lauricocha (Quechua Lawriqucha) liegt in den Gebirgsketten der Anden im mittleren Peru.

## Lage
Der See Laguna Lauricocha befindet sich in der Provinz Lauricocha, Region Huánuco, und ist der nördlichste der Seen, die von den Anden-Gletschern gespeist werden. Er liegt 20 km östlich des Andengipfels Yerupaja und 190 km nordnordöstlich der peruanischen Hauptstadt Lima. Der See liegt auf einer Höhe von 3845 m über dem Meeresspiegel in einem der dünnstbesiedelten Landstreifen Perus.

## Größe
Der See weist in Ost-West-Richtung eine Länge von 7000 m auf und ist an seiner breitesten Stelle in Nord-Süd-Richtung 1400 m breit.

## Flusssystem
Die Laguna Lauricocha wird von einigen kleinen Flüssen aus der nur 10 km entfernten Cordillera Raura, einer Gebirgskette der peruanischen Anden, gespeist. Der Río Lauricocha fließt aus dem gleichnamigen See ab und vereinigt sich später mit dem Río Nupe zum Río Marañón, dem hydrologischen Hauptzufluss des Amazonas.

## Amazonas-Quelle
Lange Zeit galt die Laguna Lauricocha als Ursprung des Amazonas. Im Jahr 1909 wurden von dem deutschen Südamerikaforscher Wilhelm Sievers drei oberhalb des Sees gelegene flache Seen endgültig als Quellen des Marañón-Flusses und damit auch des Amazonas festgelegt. Allerdings wurde die eigentliche Quelle des Amazonas bereits wenige Jahrzehnte später, beginnend ab Mitte der 1930er Jahre, mehrheitlich nicht mehr am Ursprung des Marañón verortet, sondern an den Quellen des zweiten, längeren Amazonas-Quellflusses Ucayali. Etwa seit 1971 wird die mündungsfernste Amazonas-Quelle im Gebiet des Gletschermassivs Nevado Mismi in Südperu im Quellgebiet des Río Apurímac angenommen, der von dem US-Amerikaner Loren McIntyre als maßgeblicher Ucayali-Quellfluss identifiziert wurde. Die Lage dieses Quellgebiets wurde durch mehrere weitere Expeditionen und Untersuchungen in den 1990er und 2000er Jahren bestätigt. Zunächst galt ein in der Carhuasanta-Schlucht am Nordhang des Nevado Mismi entspringender Gletscherbach als Amazonasquelle und war bis in die späten 1990er Jahre allgemein akzeptiert. Als Entdecker der 2007 bestätigten und seit 2011 amtlich markierten Amazonasquelle in der benachbarten Apacheta-Schlucht am Nevado Quehuisha (Kiwicha-Berg), einem Nachbarberg des Mismi, gilt der polnische Geograph Jacek Palkiewicz, der diese Quelle 1996 als Erster vorgeschlagen hatte.